# Iberische klapekster
De Iberische klapekster of zuidelijke klapekster (Lanius meridionalis) is een zangvogel uit de familie klauwieren (Laniidae). De soort werd eerder beschouwd als ondersoort van de klapekster L. excubitor meridionalis.

## Verspreiding en leefgebied
De Iberische klapekster komt voor op het Iberisch schiereiland en in mediterraan Frankrijk.

## Status
De grootte van de populatie is in 2015 geschat op 0,7-1,3 miljoen volwassen vogels. Aangenomen wordt dat de aantallen snel achteruitgaan door intensivering van de landbouw en toegenomen gebruik van gewasbeschermingsmiddelen. Op de Rode lijst van de IUCN heeft deze soort daarom de status kwetsbaar.